# 桂林市第十二中学
桂林市第十二中学创建于1971年，是一所位于广西壮族自治区桂林市象山区的公立初级中学。从2000年开始，学校高中部分离，逐步成为一所独立初中。